# Пост-Волынский
Пост-Волы́нский (укр. Пост-Воли́нський) — местность в Соломенском районе города Киева поблизости от железнодорожной станции Киев-Волынский, до 1970-х годов имевшей то же название, что и местность. Находится между аэропортом «Киев», массивом Отрадный и местностью Новокараваевы дачи.

## История
Станция и небольшое поселение при ней возникли в начале 20-го столетия в месте схождения железнодорожных направлений на Волынь и Подолье. В те времена это была территория Киевской губернии.
С началом Отечественной войны противник подошёл к Киеву с юга. В период 7 - 11 августа у Поста-Волынского проходила линия фронта. В те дни 299-я пехотная дивизия вермахта старалась захватить соседнее село Жуляны и продвинуться через Пост-Волынский в жилые кварталы города Киева. Противника удалось остановить. Пехота 206-й стрелковой дивизии, оборонявшейся здесь, провела ряд контратак. Это вынудило немцев отойти на исходные рубежи. Тогда же в этом районе отличился и бронепоезд киевского народного ополчения бронепоезд «Литер А».
После войны воинам 206-й стрелковой дивизии поставилки обелиск на железнодорожной станции Киев-Волынский. На обелиске надпись: «Воинам 206-й стрелковой дивизии, которые в августе 1941 г. на этих рубежах проявили героизм в борьбе против фашистских захватчиков во время обороны г. Киева».
В наше время вместо небольшого пристанционного посёлка тут находится частично промышленная застройка, а частично — многоэтажные жилые дома. Рядом пролегают улицы Волынская, Пост-Волынская и Постовая.

## Основные улицы
- Новополевая (часть)
- Пост-Волынская
- проспект Отрадный (часть)